# Pietro Berra
Pietro Berra (* 1879 in Vercelli, Piemont; † 6. März 1976 in Como, Lombardei) war ein italienischer Komponist und Dirigent.

## Leben
Seine erste musikalische Ausbildung erhielt er am Istituto Musicale in Vercelli. 1901 war er bereits Dirigent der Filarmonica in Castellamonte. 1904 bis 1908 dirigierte er die Musica Municipale in Domodossola. Nach dieser Periode begannen seine Aktivitäten im kompositorischen Bereich. Seine erste Oper ging 1912 im Teatro Civico Vercelli mit Erfolg in Premiere. 1913 bis 1918 wechselte er als Dirigent nach Como und leitete dort das Blasorchester Filarmonica Cittadina Alessandro Volta. Von 1919 bis 1931 dirigierte er das Blasorchester Musica Cittadina in Chiasso, Kanton Tessin, Schweiz. Von 1931 bis 1959 war er Dirigent des Blasorchesters Civica Filarmonica in Mendrisio, im Kanton Tessin in der Schweiz. Besonders mit dem Blasorchester aus Mendrisio erreicht er Erfolge beim 20. Eidgenössischen Musikfest in Luzern (1935), beim 21. Eidgenössischen Musikfest in  St. Gallen (1948) sowie beim 22. Eidgenössischen Musikfest in Freiburg im Üechtland (1953). Im Archiv dieses Orchesters finden sich 55 Marschkompositionen von Pietro Berra, von denen Alpini, Inaugirazione, La Ticinese und Ritorno glorioso die bekanntesten sind.